# Vejiga neurógena
La vejiga neurógena es la disfunción de la vejiga urinaria cuyo origen está en el sistema nervioso, excluyendo los trastornos psicógenos. En la actualidad se habla de disfunción neurógena de las vías urinarias inferiores.

## Neuroanatomía
La vejiga en condiciones normales tiene como función almacenar y expulsar la orina de forma controlada y coordinada. Esta actividad se lleva a cabo por los sistemas nerviosos central y periférico.
La micción normal es un reflejo espinal modulado por el sistema nervioso central que coordina las funciones de la vejiga y la uretra. La vejiga y la uretra están inervadas por nervios periféricos que provienen del sistema nervioso autónomo y del sistema nervioso somático.

### Sistema nervioso central
El control cognitivo de la micción se logra mediante la comunicación de la corteza cerebral y el centro miccional pontino, de igual forma por la médula espinal.
La corteza cerebral actúa en la percepción consciente de la necesidad de miccionar y en la decisión de  detener o iniciar el vaciado, al regular la actividad del centro miccional pontino. El centro de la micción pontino es responsable de las actividades de los esfínteres urinarios y la vejiga (relajación del esfínter uretral y contracción del detrusor para facilitar la micción). La protuberancia transmite a los centros cerebrales superiores la información que proviene la vejiga por vías aferentes, que a su vez se comunican con la sustancia gris periacueductal un centro de retransmisión que la mayor información del centro cerebral y la procesa para advertir al centro miccional pontino que inicie o anule el reflejo miccional.
La médula espinal actúa como intermediario entre la protuberancia y la médula espinal sacra.  Cuando el cordón sacro recibe la información sensorial desde la vejiga, esta viaja por la médula hacia protuberancia y de ahí a los centros cerebrales superiores. El cerebro procesa la señal y envía una respuesta por medio de la protuberancia que viaja por la médula espinal hasta el cordón sacro y por último a la vejiga.

### Sistema nervioso periférico
El sistema nervioso periférico está compuesto por el sistema nervioso simpático, parasimpático y somático.
El sistema nervioso simpático inerva el músculo detrusor de la vejiga, el cuello vesical y la musculatura uretral lisa a través del nervio hipogastrio; cuando el sistema nervioso simpático está activo, la vejiga aumenta su capacidad sin aumentar la presión del detrusor (acomodación) y estimula al esfínter urinario interno para que se mantenga cerrado.
El sistema nervioso parasimpático inerva  el músculo detrusor por medio del nervio pélvico. La activación del sistema parasimpático estimula la contracción del detrusor.  Antes de la estimulación parasimpática, la señal simpática sobre el esfínter uretral interno cuando se suprime, se relaja y hay apertura del esfínter.
El sistema nervioso somático inerva el esfínter uretral externo por medio del nervio pudendo y el músculo elevador del ano a través de fibras sacras. La activación del sistema nervioso somático regula las acciones de los músculos bajo control voluntario; cuando hay relación del esfínter uretral interno, se inhibe al nervio pudendo y las fibras sacras para provocar la apertura del esfínter uretral externo.

## Fisiología
La micción es un proceso mediante el cual la vejiga al estar llena elimina la orina. El ciclo de la micción presenta dos fases: fase de llenado y la fase de vaciado.

### Fase de llenado
La vejiga acumula grandes volúmenes de orina, esto produce una distensión de sus paredes, las cuales no responden con contracción sino con acomodación a los volúmenes crecientes sin aumento significativo de la presión en su interior. Esta característica depende  de las propiedades visoelasticas intrínsecas de la miofibrilla del detrusor y la inhibición parasimpática. Por lo tanto, la acomodación de la vejiga es primariamente un fenómeno pasivo.

### Fase de vaciado
Cuando la vejiga alcanza el umbral de presión para la micción, se produce una señal intensa aferente procedente de la musculatura lisa, que viaja a la médula espinal, al centro miccional pontino y a la corteza cerebral. Si la situación es adecuada se produce la relajación inicial del esfínter uretral seguido de una contracción de la vejiga, al aumento de la presión intravesical y del flujo de orina.

## Fisiopatología
El ciclo miccional se ve afectado,  si ocurre un problema en cualquier parte del sistema nervioso, incluido el cerebro, protuberancia, la médula espinal, la médula sacra y los nervios periféricos.

## Causas
- Accidentes cerebrovasculares
- Desmielinización
- Parkinson
- Parálisis cerebral
- Senilidad
- Tumores

Se interrumpe el control consciente superior de la micción. Experimenta síntomas de vejiga hiperactiva, con sinergia esfinteriana.

## Clínica
Incontinencia de urgencia con pérdida del control voluntario de la micción. Existe deseo miccional que no se puede inhibir.

## Causas
- Traumatismos medulares[4]
- Esclerosis múltiple
- Estenosis de canal
- Accidentes vásculo-medulares
- Espina bífida
- Hernias discales
- Tumores
- Médula trabada
- Espondilosis
- Aracnoiditis
- Tabes dorsal
- TBC vertebral
- Mielitis
- Iatrogenia

Lesiones medulares altas: se produce acción no coordinada de la vejiga y la uretra, por pérdida del control del núcleo pontino. La vejiga se encuentra hiperactiva, con disinergia detrusor esfínter.
Lesiones medulares bajas: surgen del cordón sacro pueden evitar que la vejiga se vacíe y se detecte una vejiga llena. El detrusor es acontráctil (la vejiga no se puede contraer) y la uretra hipoactiva.

## Clínica
Lesiones altas: hay incontinencia sin que el sujeto sea consciente. Queda orina residual y se generan altas presiones dentro de la vejiga.
Lesiones bajas: hay incontinencia al no haber resistencia uretral. Pueden presentar riesgo por retención urinaria y daño en los riñones por la alta presión del almacenamiento.

### Causas
- Neuropatías diabética, urémica o alcohólica
- Enfermedades del colágeno
- Porfiria
- Iatrogenia farmacológica o quirúrgica
- Infecciones VVZ o VIH
- Síndrome de Guillain-Barré
- Agenesia sacra.

Estos trastornos interrumpen los nervios y pueden producir una distensión silenciosa e indolora de la vejiga. Las personas afectadas presentan dificultad para orinar y pueden desarrollar una vejiga hipocontráctil.

## Diagnóstico
El diagnóstico depende principalmente de una historia clínica y un examen físico, al igual de que otros exámenes complementarios como hemograma, examen general de orina, radiografía simple del aparato urinario, estudios urodinamicos (flujometria libre y medición ecográfica del residuo postmiccional, cistomanometría de llenado, estudio de presión-flujo, presión de punto de fuga del detrusor, electromiografía, perfil de presión uretral y video-urodinamica), TAC, resonancia magnética, análisis del LCR y angiografía cerebral y medular.

## Tratamiento
Los objetivos del tratamiento de la vejiga neurogénica son proteger el tracto urinario superior, mejora la contenencia, mejorar la calidad de vida y en lo posible la función del tracto urinario inferior. El tratamiento se clasifica en tratamiento conservador, mínimamente invasivo y quirúrgico.

### Métodos para el almacenamiento
Ejercicios de Kegel: movimientos que contrae el músculo pubocoxigeo con la finalidad de fortalecen el suelo pélvico; ayuda a aliviar la incontinencia urinaria.
Biofeedback: sistema de retroalimentación empleado para controlar las funciones fisiológicas.
Modificación del comportamiento: micciones inmediatas, controladas y cambios en los hábitos.
Farmacoterapia: anticolinérgicos, Oxibutinina, Darifenacina y Solifenacina y los inhibidores de la fosfodiesterasa.

### Métodos para el vaciamiento
Maniobra de Credé: compresión manual del hipogastrio para favorecer el vaciado vesical.
Maniobra de Valsalva
Estimulación refleja desencadenada
Farmacoterapia: α1-bloqueantes, Terazosina, Doxazoxina y Betanecol.

### Tratamiento mínimamente invasivo
Fármacos intravesicales: anticolinérgicos, Vainilloides (Capsaicina y Resiniferatoxina) y toxina botulínica.
Electroestimulación intravesical: mejora la sensación y la contracción vesical.
Toxina botulínica intraesfinteriana.
Esfinterotomía
Endoprotesis

### Tratamiento quirúrgico
El tratamiento quirúrgico es el último recurso. Generalmente se indica en pacientes que fracaso el tratamiento conservador.

### Intervenciones uretrales y en el cuello de la vejiga
Esfínter urinario artificial
Reconstrucción modificada Young-Dees-Leadbetter de cuello de vejiga

### Intervenciones que aumentan la capacidad vesical
Miectomía del detrusor: disección del 20 % de la capa muscular del detrusor preservando la mucosa para formar un divertículo.
Neuromodulacion sacra 
Cistoplastias
Rizotomía sacra
Revestimiento de la vejiga con músculo estriado